# 敦素堂
敦素堂，位于江西省上饶市婺源县（旧属安徽省徽州府）清华镇洪村，是“朝议大夫”洪钧的家宅，建于嘉庆二十一年（1816年）。
敦素堂前后三进，雕梁画栋，雕刻精美。内有“四世大夫”牌匾：“赐赠奉直大夫、处士洪起祥”、“诰赠奉直大夫、处士洪永禧”、“赐封朝议大夫、职贡生洪立登”、“诰封朝议大夫、内阁中书洪钧”。
敦素堂已作为洪村古建群的子项目，列为婺源县文物保护单位。